# Islam in den Vereinigten Staaten

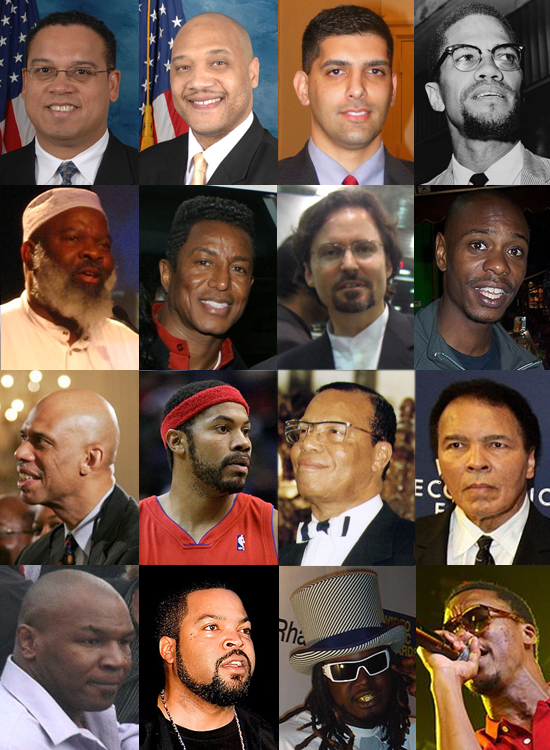
Muslimische US-Amerikaner:
Keith Ellison, André Carson, Saqib Ali, Malcolm X, Siraj Wahhaj, Jermaine Jackson, Hamza Yusuf, Dave Chappelle, Kareem Abdul-Jabbar, Rasheed Wallace, Louis Farrakhan, Muhammad Ali, Mike Tyson, Ice Cube, T-Pain, Lupe Fiasco

Die Geschichte des Islam in den Vereinigten Staaten beginnt noch vor der Unabhängigkeitserklärung. Seit der kolonialen Ära, als schätzungsweise 200.000 muslimische Afrikaner über den Atlantik als Sklaven verkauft wurden, über das beginnende 20. Jahrhundert, als sich Zehntausende islamischer Emigranten aus Europa, dem Nahen Osten und weiteren Teilen Asiens in den Vereinigten Staaten niederließen, ist der Islam bis in die Gegenwart ein wesentlicher Teil der US-amerikanischen Geschichte. Seit den Terroranschlägen am 11. September 2001 hat sich die Schere zwischen erfolgreich integrierten muslimischen Amerikanern und solchen am Rande der Gesellschaft bedeutend erweitert.

## Demographie
Der Islam ist nach dem Christentum und dem Judentum die drittgrößte Religion in den Vereinigten Staaten. Nach einer Befragung des Meinungsforschungsinstituts Pew Research Center aus dem Jahre 2017 leben momentan in den USA knapp 3,5 Millionen Muslime, die 1,1 % der Gesamtbevölkerung ausmachen. Die genaue Anzahl der Muslime in den Vereinigten Staaten ist unbekannt, weil das US Census Bureau im Sinne der Religionsfreiheit in den USA keine Angaben zur Religionszugehörigkeit erhebt. Entsprechende Schätzungen schwanken zwischen einer und sieben Millionen Muslimen in den USA. 2009 erhielten über 115.000 muslimische Einwanderer eine unbefristete Aufenthaltserlaubnis in den USA. Fast ein Viertel der Muslime in den USA ist zum Islam konvertiert.

## Chronologie

### 16. bis 19. Jahrhundert
Als erster Muslim, dessen Anwesenheit in Nordamerika dokumentiert ist, gelangte der marokkanische Sklave Estevanico 1528 schiffbrüchig an den Ort des heutigen Galveston in Texas.
1765 kaufte der spätere US-Präsident Thomas Jefferson eine Koranübersetzung des Engländers George Sale.
1788 wurde der muslimische Adlige Abdulrahman Ibrahim Ibn Sori (1762–1829) aus dem heutigen Guinea, ein Angehöriger der Fulbe, als Sklave nach Natchez (Mississippi) verkauft und nach 40 Jahren auf Befehl von Präsident John Quincy Adams freigelassen.
1856 wurde der türkische Konvertit Hadschi Ali bzw. Hi Jolly von der US-Kavallerie als Kameltreiber in Arizona und Kalifornien angestellt. Er änderte später seinen Namen zu Philip Tedro und starb 1903.
1888 konvertierte der Schriftsteller und Konsul Alexander Russell Webb (1846–1916) als erster Prominenter in den USA zum Islam. Webb war 1893 am ersten Weltparlament der Religionen der erste muslimische Vertreter.
Zwischen 1869 und 1898 wanderten 20.690 Asian Turks („Asiatische Türken“, d. h. Immigranten aus dem türkischen und arabischen Raum) legal in die USA ein.

### 20. Jahrhundert
Nachdem das Gesetz zum Ausschluss der Chinesen von 1882 chinesischen Migranten die Zuwanderung in die USA untersagt hatte, wurde dieses Verbot mit dem Einwanderungsgesetz (Immigration Act) von 1917 auf Immigranten aus Arabien, Süd-, Zentral- und Südostasien ausgedehnt.
Im Ersten Weltkrieg wurden ab 1917 in den American Expeditionary Forces fast 14.000 Soldaten syrischer Herkunft, darunter zahlreiche Muslime, auf europäischem Boden eingesetzt. Im Zweiten Weltkrieg dienten ab 1941 mindestens 1500 muslimische Amerikaner von arabischer, afrikanischer und südasiatischer Herkunft in der US-Army.
1981 wurde Robert Dickson Crane, der später eine leitende Funktion beim IIIT innehatte, von Präsident Ronald Reagan als erster muslimischer US-Botschafter in den Vereinigten Arabischen Emiraten ernannt.

### 21. Jahrhundert
Am 11. September 2001 ermordeten 19 saudi-arabische und ägyptische Mitglieder des islamistischen Terrornetzwerks al-Qaida in vier koordinierten Flugzeugentführungen mit anschließenden Selbstmordattentaten fast 3000 Menschen.
Keith Ellison wurde 2006 der erste muslimische US-Kongressabgeordnete. Er legte seinen Amtseid nicht auf die Bibel, sondern auf eine englische Koranübersetzung ab, was in den USA zu einer heftigen Kontroverse führte. Als zweiter muslimischer Abgeordneter im US-Repräsentantenhaus wurde André Carson 2008 gewählt.
2009 hielt Präsident Barack Obama in der Universität Kairo eine Rede an die islamische Welt, unter dem englischen Titel „A New Beginning“ („Ein Neuanfang“).

## Entwicklung im 21. Jahrhundert
| Meinungsumfrage durch Newsweek bei nicht-muslimischen US-Bürgern im Juli 2007                  | Meinungsumfrage durch Newsweek bei nicht-muslimischen US-Bürgern im Juli 2007 | Meinungsumfrage durch Newsweek bei nicht-muslimischen US-Bürgern im Juli 2007 |
| ---------------------------------------------------------------------------------------------- | ----------------------------------------------------------------------------- | ----------------------------------------------------------------------------- |
| Aussage                                                                                        | Einverstanden                                                                 | Nicht einverstanden                                                           |
| Muslime in den Vereinigten Staaten sind gegenüber den USA gleich loyal wie gegenüber dem Islam | 40 %                                                                          | 32 %                                                                          |
| Muslime sehen nicht stillschweigend über Gewalt hinweg                                         | 63 %                                                                          |                                                                               |
| Der Koran sieht nicht stillschweigend über Gewalt hinweg                                       | 40 %                                                                          | 28 %                                                                          |
| In der islamischen Kultur wird Selbstmord nicht glorifiziert                                   |                                                                               | 41 %                                                                          |
| Besorgt über islamische Extremisten                                                            |                                                                               | 54 %                                                                          |
| Ich unterstütze die Telekommunikationsüberwachung durch das FBI                                |                                                                               | 52 %                                                                          |
| Muslime in den USA sind friedlicher eingestellt als solche von außerhalb der USA               | 52 %                                                                          | 7 %                                                                           |
| Muslime in den USA werden durch polizeiliche Maßnahmen benachteiligt                           | 38 %                                                                          | 52 %                                                                          |
| Gegen Massenverhaftungen von Muslimen                                                          | 60 %                                                                          | 25 %                                                                          |
| Bin der Meinung, dass die meisten Muslime Immigranten sind                                     |                                                                               | 52 %                                                                          |
| Würde meinen Kindern ein Date mit einem Muslim erlauben                                        |                                                                               | 64 %                                                                          |
| Muslimische Studentinnen sollten ein Kopftuch tragen dürfen                                    | 69 %                                                                          | 23 %                                                                          |
| Würde für einen qualifizierten Muslim als politischen Amtsträger stimmen                       | 45 %                                                                          | 45 %                                                                          |

### Erfolgreiche Muslime
Nach einem Bericht des Nachrichtenmagazins Newsweek aus dem Jahre 2007 repräsentieren muslimische Amerikaner „die wohlhabendste, am meisten integrierte und politisch engagierte muslimische Gemeinschaft in der westlichen Welt.“ Dieser finanzielle und soziale Erfolg steht in engem Zusammenhang mit der steigenden Mobilität von Einwanderern aus Ost- und Südasien, die seit 1965 in die USA gelangten, nachdem Präsident Johnson den Hart-Celler Act unterzeichnet hatte, mit dem die bisherige Quotenregelung der Einwanderung abgelöst und durch teils liberalere Bestimmungen ersetzt wurde. Um 1990 waren Immigranten von südasiatischer Herkunft bezüglich Einkommen und abgeschlossener Ausbildung anderen Gruppen deutlich voraus, wobei ein überdurchschnittlicher Anteil unter ihnen in leitenden Funktionen und freien Berufen tätig war. Obwohl aus Südasien wahrscheinlich weniger muslimische Immigranten als solche mit einem Hindu- oder Sikh-Hintergrund in die USA gelangten, wies die Anthropologin Karen Leonard 2004 in einem Referat an der Stanford University darauf hin, dass sie in einer allgemein herrschenden Sichtweise als „besonders privilegierte Gruppe“ mit einem Ruf als „Modellimmigranten“ eingeschätzt werden.

### Islamische Schulen
1. Vollzeitschulen – bieten einen vollständigen Lehrplan zusammen mit islamischer Erziehung.
2. Wochenendschulen (Sunday Schools) – konzentrieren sich auf islamische Studien sowie Arabisch und ergänzen öffentliche Schulen.
3. Hafiz-Programme – haben spezialisierte Programme für Schüler, die den Koran auswendig lernen möchten.

#### Beispiele für muslimische Schulen in den USA
- Islamic Foundation School (Illinois)[10]
- Al-Noor Academy (Massachusetts)[11]
- Baytul-Iman Academy (Kalifornien)
- Islamic Academy of Delaware County[12]

Diese Schulen befinden sich meist in Regionen mit großen muslimischen Gemeinschaften. Das erste muslimische College zum Studium der Islamwissenschaft, das Zaytuna College, wurde 2010 in Berkeley (Kalifornien) gegründet.

### Islam im staatlichen Strafsystem
Am unteren Ende des sozialen Spektrums wird davon ausgegangen, dass von den rund 2,3 Millionen Strafgefangenen in den USA etwa 350.000 bzw. 15 % Muslime sind, ein vielfacher Prozentsatz im Vergleich zu ihrem Gesamtanteil an der Bevölkerung. Zu den US-Prominenten, die im Gefängnis zum Islam konvertiert sind, gehören Malcolm X, der Gangster Jeff Fort, der Wrestler Montel Vontavious Porter sowie die Boxer Bernard Hopkins und Mike Tyson. In amerikanischen Gefängnissen erfolgen 80 % aller religiösen Übertritte zum Islam.

### Umfrageresultate
In einer Newsweek-Umfrage unter nicht-muslimischen US-Amerikanern waren 46 % der Befragten der Meinung, dass die USA zu viele Einwanderer aus islamischen Ländern in die USA einreisen lasse. 52 % der Befragten erklärten sich mit der Überwachung von Moscheen durch das FBI einverstanden. 36 % der Befragten gaben an, einen in den USA lebenden Angehörigen des Islams persönlich zu kennen. 52 % der Befragten war bekannt, dass Muslime in den USA mehrheitlich Immigranten sind, während 19 % glaubten, die meisten unter ihnen seien in den USA geborene Konvertiten.

## Untergruppen
Nach einer Schätzung aus dem beginnenden 21. Jahrhundert lebten damals 786.000 Schiiten in den USA. Sie sind von unterschiedlicher geographischer und soziokultureller Herkunft und führen einen Dachverband namens North American Shia Ithna-Asheri Muslim Communities (NASIMCO). Das Islamic Center of America in Dearborn, Michigan steht unter schiitischer Leitung. Die Präsenz der Ahmadiyya-Bewegung geht in den USA auf die frühen 1920er-Jahre zurück, als Mufti Muhammad Sadiq den Bau der al-Sadiq-Moschee in Chicago initiierte.
In der ersten Hälfte des 20. Jahrhunderts gründeten Afroamerikaner einige synkretistische Bewegungen mit islamischen Elementen, die vom traditionellen Islam nicht anerkannt werden. Dazu gehört der 1913 von Noble Drew Ali errichtete Moorish Science Temple of America. 1930 folgte Wallace Fard Muhammad mit der Gründung der Nation of Islam, die die rassistische Ideologie der Black Supremacy sowie laut der Anti Defamation League auch antisemitische Standpunkte vertritt. Der Boxweltmeister Muhammad Ali und der Bürgerrechtler Malcolm X gehörten zunächst der Nation of Islam an, traten jedoch später aus. Malcolm X schloss sich nach seiner Pilgerfahrt nach Mekka der traditionellen sunnitischen Richtung des Islam an, Muhammad Ali wurde 2005 unter der Anleitung von Scheich Hisham Kabbani, dem Vorsitzenden und Mitbegründer des Islamic Supreme Council of America, ein Anhänger des Sufismus. Einige Vertreter des Koranismus, wie Ahmed Subhy Mansour und der Kurde Edip Yüksel aus der Türkei, mussten ihre Herkunftsländer verlassen und leben seither in den USA. Zu weiteren Untergruppen zählen Salafisten, Anhänger der Muslimbrüder, der Gülen-Bewegung und der Tablighi Jamaat. Etwa 15 % der in den USA lebenden Muslime gehören keiner islamischen Organisation an.
Der Sufismus begann sich in den USA im Verlauf des 20. Jahrhunderts zu entwickeln, sowohl infolge von Einwanderung als auch von Glaubensübertritten. An Orten in verschiedenen Teilen des Landes wurden Sufi-Gruppen gebildet, oft am Grab einer Gründerpersönlichkeit als Ausgangspunkt. So finden sich beispielsweise Anhänger von Bawa Muhaiyaddeen in der Gegend von Philadelphia, wo die Bawa Muhaiyaddeen Fellowship angesiedelt ist, während die Anhänger von Murshid Samuel Lewis (1896–1971) den Ort Abiquiú in New Mexico als das geistliche Zentrum ihrer Organisation Sufi Islamia Ruhaniat Society ansehen. Einige Gruppen identifizieren sich als Zweige größerer Sufi-Orden, die aus ihren ursprünglichen Gegenden „verpflanzt“ wurden. So bestehen an verschiedenen Orten Zentren der Naqschbandīya, der Halveti sowie der Dscherrahi. Eine Gruppe bezeichnet sich als Sufi-Orden des Westens und befolgt die Lehren von Hazrat Inayat Khan, der nach seiner Einwanderung in die USA 1910 einen Zweig des Chishtiyya-Ordens gründete. Aus Marokko gelangte 1973 ein Zweig der Schādhilīya in die USA. In New Mexico ist zudem die Sufi Foundation of America angesiedelt, in Texas der Zahra Trust, in San Rafael (Kalifornien) das Zentrum der School of Islamic Sufism.

## Moscheen

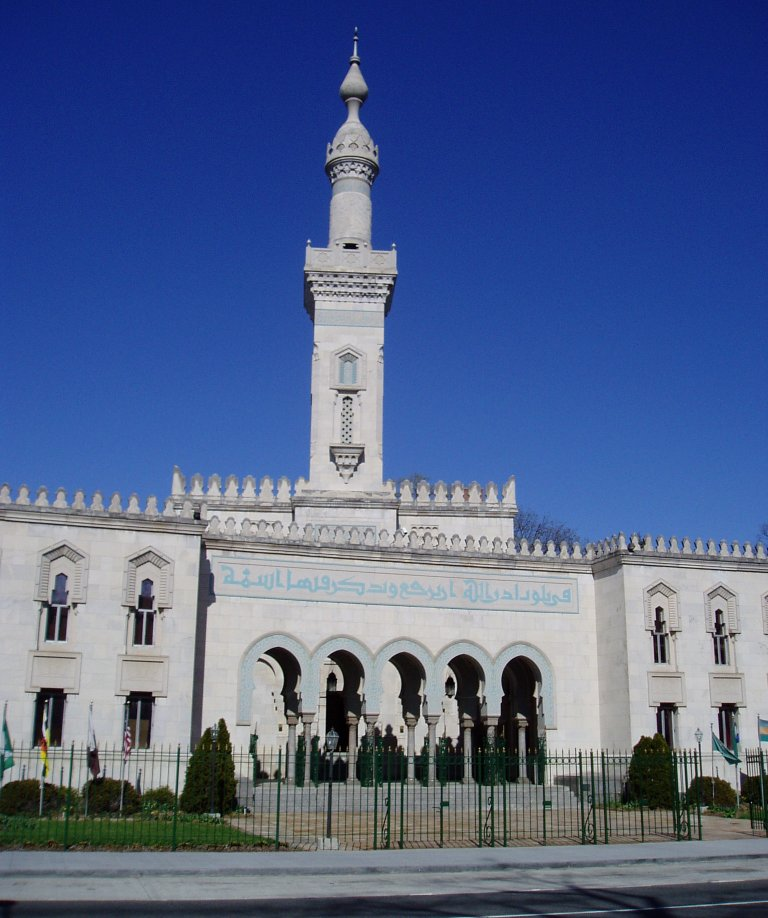
Das Islamic Center of Washington, 1957 eröffnet.

Die Anzahl der Moscheen in den USA wächst seit Ende des 20. Jahrhunderts schnell, zwischen 1990 und 2000 stieg ihre Anzahl um 42 Prozent.
Zu den ältesten Moscheen landesweit gehört die al-Sadiq-Moschee in Chicago. Sie wurde 1922 von Mufti Muhammad Sadiq, dem ersten muslimischen Missionar in den USA und Anhänger der Ahmadiyya, gegründet und mit Geldern aus Indien finanziert. Das Islamic Center of Washington war ab 1944 in Planung und wurde 1957 durch Präsident Dwight Eisenhower eingeweiht. Unter Federführung des ägyptischen Botschafters in den USA erfolgte die Finanzierung mit Beiträgen aus der islamischen Welt. Das Islamic Cultural Center of New York, das ebenfalls eine Moschee enthält, konnte nach jahrzehntelangen Planungen und Verzögerungen aufgrund des 2. Golfkriegs erst 1991 eröffnet werden. Es wurde ebenfalls hauptsächlich mit ausländischen Geldern finanziert.
Die bisher größte Moschee in Nordamerika ist das 2005 eröffnete Islamic Center of America in Dearborn, Michigan. Der Bau gilt als „Herz des Schiitentums“ in den USA. Die Mosque Maryam in Chicago, eine ehemalige griechisch-orthodoxe Kirche, ist weiterhin die Hauptmoschee der Nation of Islam und dient heute als Residenz von Louis Farrakhan. Auch in ländlichen Gebieten werden zunehmend islamische Gotteshäuser errichtet. Um 2015 bestanden im Bundesstaat Idaho zwei Moscheen: in Boise und in Moscow.

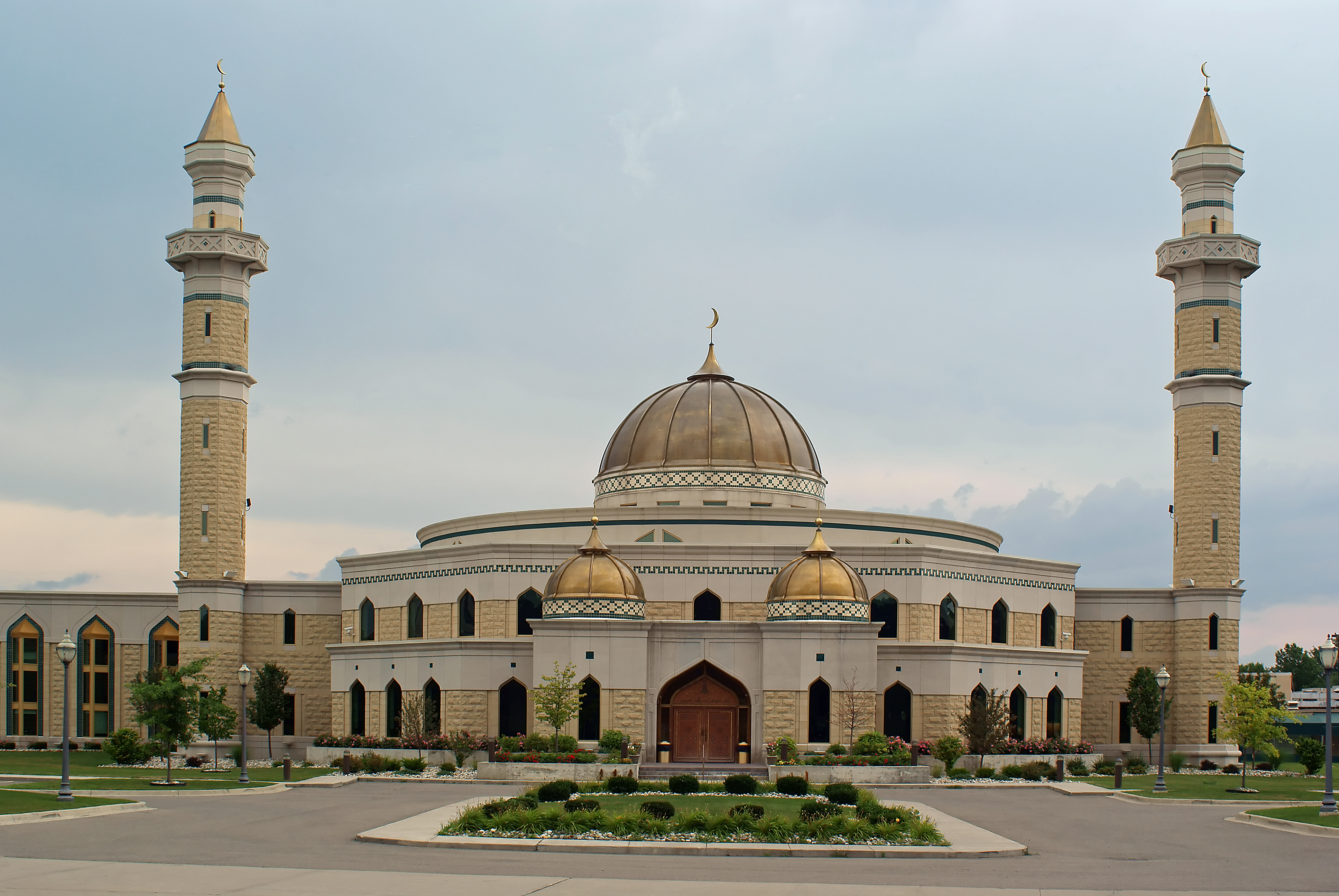
Islamic Center of America in Dearborn, unter schiitischer Leitung.

Die bosnische Community errichtete 2015 in Missouri das St. Louis Islamic Center.

## Dachverbände und weitere Institutionen
Die geographische, nationalstaatliche, religiöse, sprachliche, politische und soziokulturelle Diversität der US-amerikanischen Muslime, die der Gelehrte Akbar Ahmed in seinem Buch Journey into America: The Challenge of Islam beschreibt, das auf einer einjährigen, auch in einem Film dokumentierten Forschungsreise durch 75 Orte in den USA beruht, spiegelt sich ebenfalls in den unterschiedlichen muslimischen Institutionen.

### Dachverbände
Der größte muslimische Dachverband ist die Islamic Society of North America (ISNA), bzw. Islamische Gesellschaft Nordamerikas, der nach eigenen Angaben 27 % der Moscheen in den USA angeschlossen sind. Sie besteht überwiegend aus Immigranten, ging aus einer Zusammenkunft verschiedener muslimischer Studentenorganisationen 1963 hervor und wurde 1982 offiziell gegründet. Zu ihren ehemaligen Vorsitzenden zählt Ingrid Mattson. ISNA sieht als ihre Hauptaufgabe, ein gemeinsames Sprachrohr für den Aufruf zum Islam (daʿwa) zu sein. Zu ihren Unterorganisationen gehören AMSS (American Muslim Social Scientists, „Amerikanisch-Muslimische Sozialwissenschaftler“) und AMSE (American Muslim Scientists and Engineers, „Amerikanisch-Muslimische Wissenschaftler und Ingenieure“).
Die zweitgrößte muslimische Organisation ist die American Society of Muslims, der 19 % der Moscheen angehören. Sie wurde in den 1970er Jahren als Abkömmling der Nation of Islam von Warith Deen Mohammed, dem Sohn des langjährigen Leiters Elijah Muhammad gegründet.
Der drittgrößte muslimische Dachverband heißt Islamic Circle of North America (ICNA). Er besteht ebenfalls hauptsächlich aus Immigranten und ihren Nachkommen. Gemäß Hossein Nasr steht er unter dem Einfluss von Maududi und ist ähnlich aufgebaut wie die von Maududi gegründete Jamaat-e-Islami. ICNA, ISNA, der Fiqh-Rat von Nordamerika, der Dachverband Federation of Islamic Associations of the United States and Canada und der Muslimische Studentenverband (MSA) sind sowohl in den USA als auch in Kanada tätig.
Der auf seinen Reisen die unterschiedlichen Ausprägungen des Islam in verschiedenen Ländern porträtierende Akbar Ahmed weist darauf hin, dass muslimische Organisationen ab den 1970er Jahren hauptsächlich von Arabern kontrolliert wurden, die zwischen einem modernist and literalist Islam pendelten. Unter ihnen befanden sich die ISNA, MSA, IIIT, AMC, MPAC, ICNA und CAIR.

### Weitere Institutionen
Das IIIT mit Sitz in Herndon, Virginia, versteht sich als Denkfabrik der Muslimbrüder. Es wird dem Islamismus zugerechnet und wurde 1981 von Ismail al-Faruqi, Anwar Ibrahim und Abdul Hamid Abu Sulayman gegründet. Europäische Vertretungen befinden sich in Brüssel und London. An der Graduate School of Islamic and Social Sciences (GSISS), die zur islamisch geführten Cordoba University in Ashburn (Virginia) gehört, werden muslimische Militärseelsorger im Auftrag des US-Verteidigungsministeriums ausgebildet. Dem muslimisch-christlichen Dialog widmet sich das Prince Alwaleed bin Talal Center for Muslim-Christian Understanding an der Georgetown University in Washington, D.C. Präsident des Newlines Institute for Strategy and Policy und Vizepräsident des IIIT ist Ahmed Alwani, der Sohn von Taha Dschabir al-Alwani.